# Rega (Fluss)
Die Rega ist ein 168 Kilometer langer Fluss in der polnischen Woiwodschaft Westpommern. Er entspringt in der Pommerschen Seenplatte und mündet in die Ostsee.
Die Rega beginnt in der Pommerschen Seenplatte zwischen Świdwin (Schivelbein) und Złocieniec (Falkenburg). Über den genauen Beginn der Rega besteht keine Einigkeit. Nach einer Sichtweise entspringt sie aus dem Resko Górne (Ritzigsee) bei Nowe Resko (Ritzig) in einer Höhe von 146 m. Nach einer anderen Sichtweise bildet ein Bach, der etwa 4 km weiter nördlich in der Nähe des Dorfes Imienko (Immenberg) in einer Höhe von 177,5 m entspringt, den Beginn der Rega.
Der Fluss wird 1185 als Rega erstmals schriftlich erwähnt. Der Name leitet sich vermutlich von der indogermanischen Wurzel *h3reĝ- „gerade richten, ausstrecken“ ab. Die offizielle deutsche Karte von 1936 des Reichsamtes für Landesaufnahme zeigt für beide Zuflüsse den Namen „Rega“, nämlich für den Zufluss aus dem Ritzigsee den Namen „Rega (See Graben)“ und für den bei Immenberg entspringenden Bach den Namen „Rega (Steinbruch Graben)“.
Das Einzugsgebiet der Rega beträgt 2.725 km². Sie fließt an den Orten Świdwin (Schivelbein), Łobez (Labes), Resko (Regenwalde), Płoty (Plathe), Gryfice (Greifenberg) und Trzebiatów (Treptow an der Rega) vorbei in Richtung Norden. Im Mündungsbereich ist der Fluss geteilt. Die Alte Rega durchfließt den Resko Przymorskie (Kamper See), bevor sie bei Dźwirzyno (Kolberger Deep) in die Ostsee mündet. Die Neue Rega, ein künstlicher Flussarm, mündet bei Mrzeżyno (Treptower Deep) in die Ostsee.
In ihrem Flusslauf ist die Rega mehrfach aufgestaut. An vielen Staudämmen befinden sich kleinere Wasserkraftwerke zur Stromerzeugung. Der größte Nebenfluss der Rega ist die Mołstowa (Molstow).

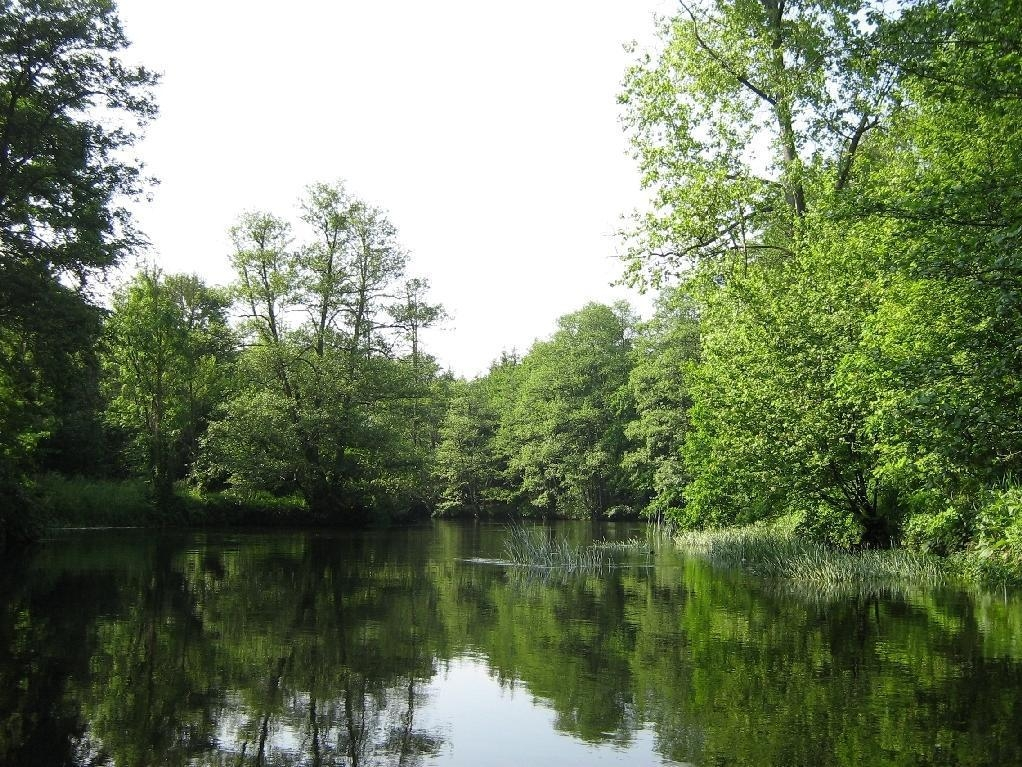
Flusslauf der Rega.
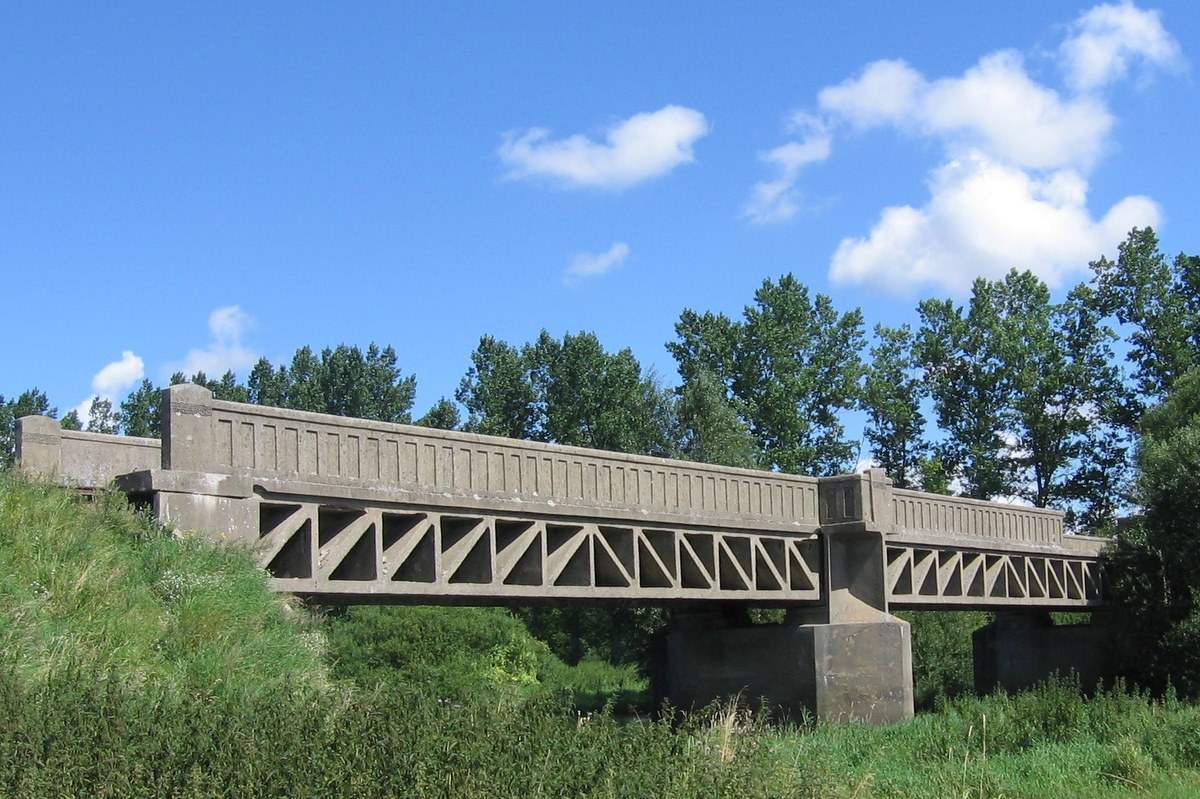
Eisenbahnbrücke über die Rega bei Nowielice (Neuhof) in der Nähe von Treptow an der Rega.